# Clematis tripartita
Clematis tripartita är en ranunkelväxtart som beskrevs av Wen Tsai Wang. Clematis tripartita ingår i släktet klematisar, och familjen ranunkelväxter. Inga underarter finns listade i Catalogue of Life.